# Jerry Falwell
Jerry Falwell (Lynchburg, 11 de agosto de 1933 — Lynchburg, 15 de maio de 2007) foi um pastor batista, televangelista e ativista conservador.

## Biografia
Jerry Falwell nasceu em 1933 em Lynchburg. Em 1952, ele experimentou um novo nascimento e estudou no Bible Baptist College em Springfield, Missouri.

### Ministério
Em 1956, ele fundou a Thomas Road Baptist Church, uma megaigreja em Lynchburg. No mesmo ano, ele fundou o "Old Time Gospel Hour", um programa transmitido no rádio e na televisão ("Thomas Road Live" desde 2007). Ele também fundou escolas primárias e lares para mães solteiras e alcoólatras, além de Liberty University em Lynchburg, em 1971.
Em 1979, ele fundou a "Maioria Moral", uma organização política que reúne católicos, protestantes e evangélicos. Tinha até 6,5 milhões de membros e ajudou a eleger Presidência dos Estados Unidos de Ronald Reagan, e mais tarde de George W. Bush.
Em 1996, ele se tornou um membro da Convenção Batista do Sul, embora permanecesse afiliado à Comunhão Batista Bíblica Internacional.

## Prêmios
Jerry Falwell foi o primeiro não-judeu a receber o Jabotinsky Medal em 1980, do primeiro-ministro de Israel por sua amizade com o estado judeu.
Falwell recebeu três doutorados honorários: Doutor em Teologia pelo Tennessee Baptist Seminary, Doutor em Letras pela California Graduate School of Theology e Doutor em Direito pela Central University em Seul, Coréia do Sul.

## Controvérsias
Em 1989, ele disse aos funcionários da Universidade Liberty que ser membro de sua igreja e pagar o dízimo eram obrigatórios. 
Falwell ficou conhecido internacionalmente entre 1998 e 1999, ao denunciar Tinky Winky, uma das personagens dos Teletubbies, como sendo um símbolo gay, já que o criador da personagem era homossexual. Causou polêmica também ao defender o apedrejamento como punição para o adultério e o retorno da escravidão.

## Livros
- Church Aflame. Impact, 1971.
- Capturing a Town for Christ. Revell, 1973.
- Liberty Bible Commentary on the New Testament. Thomas Nelson, 1978.
- Listen, America! Doubleday, 1980.
- The Fundamentalist Phenomenon. Doubleday, 1981.
- Finding Inner Peace and Strength. Doubleday, 1982.
- Liberty Bible Commentary. Thomas Nelson, 1982.
- When it Hurts Too Much to Cry. Tyndale House, 1984.
- Wisdom for Living. Victor Books, 1984.
- Stepping Out on Faith. Tyndale House, 1984.
- Champions for God. Victor Books, 1985.
- If I Should Die Before I Wake. Thomas Nelson, 1986.
- The Fundamentalist Phenomenon/the Resurgence of Conservative Christianity. Baker Book House, 1986.
- Strength for the Journey. Simon & Schuster, 1987.
- The New American Family. Word, 1992.
- Falwell: An Autobiography. Liberty House, 1997. (Ghost written by Mel White )
- Fasting Can Change Your Life. Regal, 1998.
- Achieving Your Dreams. World Publishers, 2006.
- Building Churches of Dynamic Faith: A Five-Session Study Guide. World Publishers, 2006.
- Dynamic Faith Journal. World Publishers, 2006.